# Heiko Ruprecht
Heiko Ruprecht (* 1972 in Friedrichshafen) ist ein deutscher Schauspieler.

## Leben

### Ausbildung und Theater
Heiko Ruprecht wuchs in Lindau am Bodensee auf. Er absolvierte von 1993 bis 1996 eine Schauspielausbildung am Salzburger Mozarteum.
1997 erhielt er sein erstes Engagement am Stadttheater Ulm, wo er unter anderem die Titelrolle in Clavigo (Spielzeit 1998/99), den Herzog Orsino in Was ihr wollt (Spielzeit 1997/98), den Studenten Trofimow in Der Kirschgarten (Spielzeit 1998/99), den Rechtsanwalt und Ehemann Torvald Helmer in Nora (Spielzeit 1998/99), Goldberg in George Taboris Goldberg-Variationen (Spielzeit 1997/98) und Wilhelm in Robert Wilsons Theaterstück Black Rider (Spielzeit 1997/98) spielte.
Mit Beginn der Spielzeit 1999/00 wurde Ruprecht an die Münchner Kammerspiele engagiert. Er spielte dort in Dieter Dorns Inszenierung von William Shakespeares Spätwerk Cymbeline die Rolle des Guiderius. Außerdem übernahm er zwei Rollen in Stücken von Theresia Walser: In ihrem Stück King Kongs Töchter spielte er den Abenteurer Rolfi. Außerdem trat er 2000 in der Uraufführung von So wild ist es in unseren Wäldern schon lange nicht mehr auf. Mit der Spielzeit 2001/02 wechselte Ruprecht an das Bayerische Staatsschauspiel, dessen festes Ensemblemitglied er bis 2005 war. Hier trat er unter anderem als Lorenzo in Der Kaufmann von Venedig (2005–2008, Regie: Dieter Dorn) und als Karl in Der Bauer als Millionär unter der Regie von Franz Xaver Kroetz auf.
2005 spielte er bei den Heidelberger Schlossfestspielen die Titelrolle des Faust im Urfaust. Am Staatstheater Karlsruhe gastierte er 2006–2007 in der Titelrolle der Shakespeare-Tragödie Richard III. Bei den Luisenburg-Festspielen übernahm er im Juli/August 2007 die Rolle des Herzogs von Buckingham in Die drei Musketiere. 2007 übernahm er dort ebenfalls den Herzog Albrecht in Carl Orffs Volksstück Die Bernauerin, wobei er die Rolle ganz als „viriler Draufgänger“ anlegte.
Am Schauspiel Essen gastierte er 2008 als Aaron in Anatomie Titus Fall of Rome von Heiner Müller. 2010 trat er dort in der Bühnenfassung des Romans Transit von Anna Seghers in der Rolle des Emigranten Seidler, der „vor einem Stück Pizza und einem Glas Wein sitzt, und beginnt rückblickend die Geschichte zu erzählen“, auf.
Mehrfach trat er am Stadttheater Fürth auf, so in den Produktionen Maß für Maß (April/Juni 2013, als Lucio), Ein Volksfeind (Januar 2014) und Die kleinen Füchse (Januar 2015). Von März bis Mai 2017 spielte Ruprecht, gemeinsam mit Isabel Varell, in dem Zwei-Personen-Stück Diese Nacht – oder nie! in der Komödie im Marquardt in Stuttgart. Im Juli/August 2017 gastierte er mit dieser Inszenierung am Theater Heilbronn. Im Juni/Juli 2019 trat er in dieser Produktion an der Komödie im Bayerischen Hof in München auf.

### Film und Fernsehen
Erste Erfahrungen vor der Kamera machte Ruprecht ab 1997 während seiner Theaterzeit. In der Serie Sophie – Schlauer als die Polizei war er 1997 das Mordopfer Stefan. Es folgten kleinere Rollen in den Serien Derrick (1997), später dann größere Episodenhauptrollen in den Serien Forsthaus Falkenau (2005) und Die Rosenheim-Cops (2006).

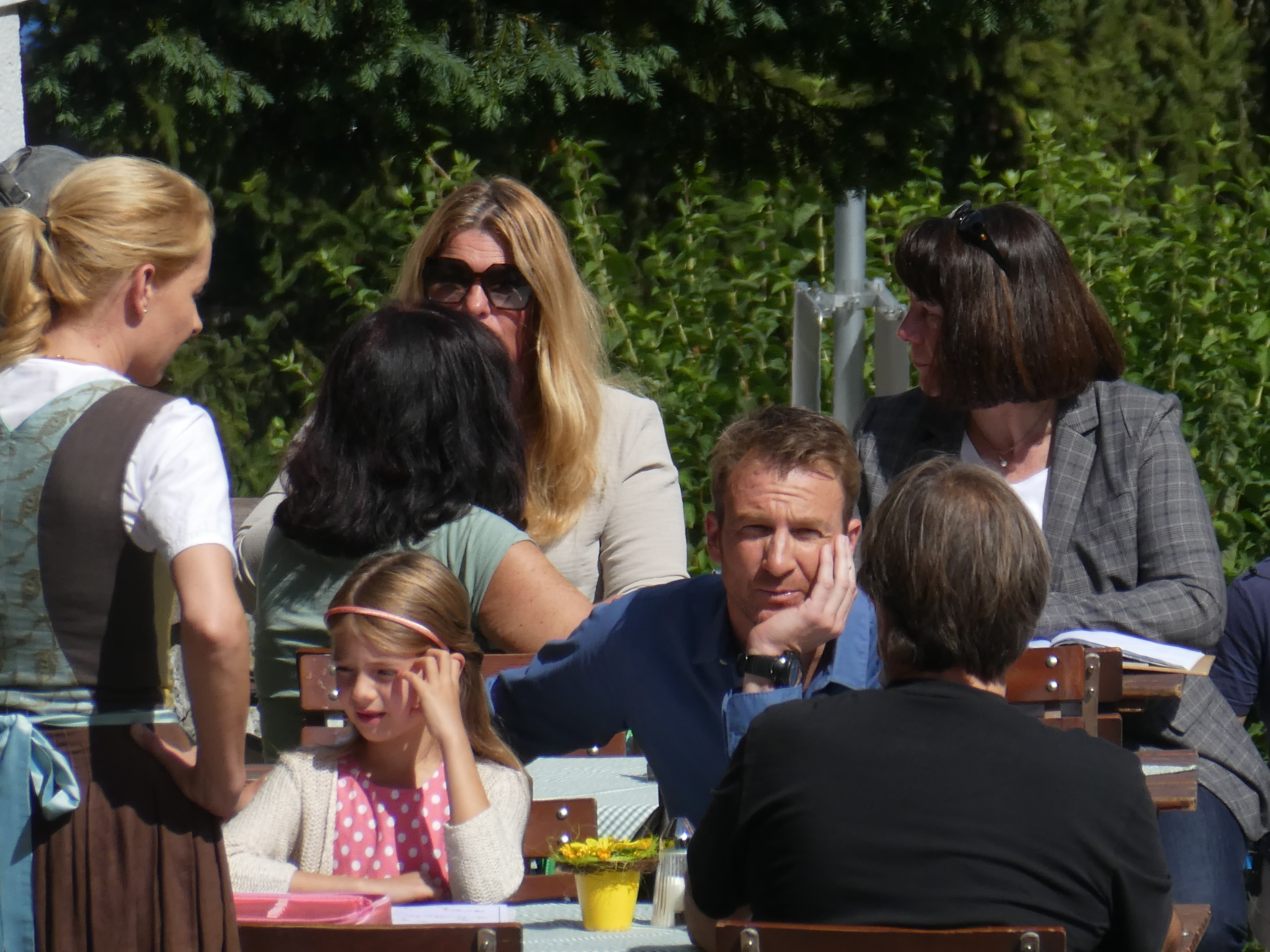
Heiko Ruprecht als Hans Gruber bei Dreharbeiten für die 14. Staffel von „Der Bergdoktor (2008)“ in Going

Seit 2008 hat Ruprecht eine durchgehende Serienhauptrolle als Hans Gruber, der Bruder des Bergdoktors Dr. Martin Gruber, in der ZDF-Fernsehserie Der Bergdoktor.
Das ZDF verpflichtete Ruprecht auch für die Rolle des Klassenlehrers Stefan Brenner in der Fernsehreihe Liebe, Babys und Familienglück (2010). Mehrfach stand Ruprecht für die ZDF-„Herzkino“-Reihe vor der Kamera. In der Katie-Fforde-Verfilmung Sprung ins Glück (Erstausstrahlung: März 2012) verkörperte Ruprecht den Pferdeflüsterer Jake Garber. In der Katie Fforde-Verfilmung Zurück ans Meer (Erstausstrahlung: April 2015) spielte er, an der Seite von Jennifer Ulrich, den Meeresbiologen und Buchautor Ryan Bishop. Im Rosamunde-Pilcher-Film Schutzengel (Erstausstrahlung: März 2016) spielte er, mit Suzan Anbeh als Partnerin, die männliche Hauptrolle und Titelfigur, den Polizisten und „Schutzengel“ Dave. In der Katie Fforde-Verfilmung Mein Sohn und seine Väter (Erstausstrahlung: Oktober 2016) übernahm er die Rolle des neuen Lebensgefährten einer alleinerziehenden New Yorker Buchhändlerin (Julia Malik).
Außerdem hatte er von 2017 bis 2019 Episodenrollen in mehreren SOKO-Formaten des ZDF und ORF.

### Weitere Arbeiten
Ruprecht wirkte auch in einigen Kurzfilmen mit und arbeitete als Sprecher für Hörspiele. Er wirkte unter anderem 2007 in der Hörspielfassung des Kriminalromans Tannöd von Andrea Maria Schenkel mit. Seit Oktober 2015 ist Ruprecht mit seinem Solo-Programm Die Geister, die ich rief, bei dem er berühmte Balladen von Schiller und Goethe vorträgt, auf Tournee. Im März 2017 erschien das von Heiko Ruprecht eingelesene Hörbuch Ein Monat auf dem Land nach dem Roman von J. L. Carr beim Audio Verlag. Für seine Lesung wurde Heiko Ruprecht 2018 als »Bester Sprecher« für den Deutschen Hörbuchpreis nominiert.

### Privates
Heiko Ruprecht lebt mit seiner Lebensgefährtin und seinen beiden Töchtern in München.

## Filmografie (Auswahl)
- 1997: Sophie – Schlauer als die Polizei (Fernsehreihe; Folge 1x11)
- 1997: Derrick (Fernsehserie, Folge 24x05)
- 2001: Mein Bruder der Vampir
- 2005: Forsthaus Falkenau (Fernsehserie, Folge 15x12)
- 2005: Oktoberfest
- 2006–2013: Die Rosenheim-Cops (Fernsehserie, Folgen 6x01, 12x14, verschiedene Rollen)
- 2006: Stunde der Entscheidung
- 2008–2011: SOKO 5113 (Fernsehserie, Folgen 34x09, 34x16, 37x07, verschiedene Rollen)
- seit 2008: Der Bergdoktor (Fernsehserie; Serienhauptrolle)
- 2009: SOKO Köln (Fernsehserie, Folge 6x12)
- 2010: Liebe, Babys und Familienglück (Fernsehfilm)
- 2011: Seerosensommer (Fernsehfilm)
- 2012: Katie Fforde: Sprung ins Glück (Fernsehreihe)
- 2012: Heiter bis tödlich: Morden im Norden (Fernsehserie, Folge 1x16)
- 2013: Heiter bis tödlich: Alles Klara (Fernsehserie, Folge 2x07)
- 2013: Heiter bis tödlich: Hubert und Staller (Fernsehserie, Folge 3x04)
- 2013: Um Himmels Willen (Fernsehserie, Folge 12x06)
- 2015: Katie Fforde – Zurück ans Meer (Fernsehreihe)
- 2015: Der Alte (Fernsehserie, Folge 43x03)
- 2016: Rosamunde Pilcher – Schutzengel (Fernsehreihe)
- 2016: In aller Freundschaft – Die jungen Ärzte (Fernsehserie, Folge 2x23)
- 2016: Katie Fforde – Mein Sohn und seine Väter (Fernsehreihe)
- 2017: SOKO München (Fernsehserie, Folge 42x13)
- 2017: Die Chefin (Fernsehserie, Folge 8x03)
- 2017: Die Rosenheim-Cops (Fernsehserie, Folge 17x08)
- 2018: SOKO Kitzbühel (Fernsehserie, Folge 17x10)
- 2018: SOKO Donau (Fernsehserie, Folge 14x02)
- 2019: SOKO Wismar (Fernsehserie, Folge 17x10)
- 2020: SOKO München (Fernsehserie, Folge 45x06)
- 2020: Der Staatsanwalt (Fernsehserie, Folge 15x03)
- 2020: Ein Sommer in Andalusien (Fernsehreihe)
- 2020: Die Rosenheim-Cops (Fernsehserie, Folge 20x03)
- 2020: Bettys Diagnose (Fernsehserie, Folge 7x07)
- 2021: Kanzlei Berger (Fernsehserie, Folge 1x05)
- 2021: Morden im Norden (Fernsehserie, Folge 7x08)
- 2022: WaPo Bodensee (Fernsehserie, Folge 7x12)
- 2025: Alpentod – Ein Bergland-Krimi: Alte Wunden (Fernsehreihe)
- 2025: Alpentod – Ein Bergland-Krimi: Gemeinsame Ziele (Fernsehreihe)

## Hörbücher (Auswahl)
- 2020: Hannahs Gefühl für Glück, Autorin: Fran Kimmel, USM Audio, ISBN 978-3-8032-9239-1